# David Marciano
David Marciano (Newark, Nova Jersey, 7 de janeiro de 1960) é um ator estadunidense mais conhecido por seus papéis como detetive Raymond Vecchio na série de televisão Due South e como detetive Steve Billings no drama policial The Shield.
Em 1991, Marciano se casou com Katayoun Amini e juntos eles têm duas filhas e um filho.
Entre 2005-2008 ele interpretou detetive Steve Billings em The Shield, e desde então já apareceu em episódios de Joan of Arcadia, House MD, Lie to Me e Sons of Anarchy.